# Opilio Rossi
Pour les articles homonymes, voir Rossi.
 (mai 2025).
Opilio Rossi, né le 14 mai 1910 à New York et mort le 9 février 2004 à Rome, est un cardinal italien de la Curie romaine, président des conseils pontificaux pour les laïcs et pour la famille de 1976 à 1984.

## Biographie
Opilio Rossi est ordonné prêtre le 11 mars 1933 pour le diocèse de Piacenza.
Il est rattaché au corps diplomatique du Vatican comme secrétaire à la nonciature en Belgique (en) de 1938 à 1939 puis aux Pays-Bas (en) de 1939 à 1940. Il est promu auditeur de la nonciature en Allemagne de 1940 à 1945 puis aux Pays-Bas de 1945 à 1948. Après la Seconde Guerre mondiale, il est conseiller à la nonciature en Allemagne de 1951 à 1953.
Nommé nonce apostolique en Équateur (en) le 21 novembre 1953, il est consacré le 27 décembre suivant avec le titre d'archevêque titulaire (ou in partibus) d'Ancyre (de) par le cardinal Aloisius Joseph Muench.
Le 25 mars 1959, il devient nonce apostolique au Chili (en) avant d'occuper cette fonction en Autriche (en) à partir du 25 septembre 1961.
Il est créé cardinal par le pape Paul VI lors du consistoire du 24 mai 1976 avec le titre de cardinal-diacre de S. Maria Liberatrice a Monte Testaccio.
Quelques mois plus tard, le 10 décembre 1976, il est nommé à la curie romaine comme président du Conseil pontifical pour les laïcs et du Conseil pontifical pour la famille. Il occupe ces fonctions jusqu'au 8 avril 1984 quand il est nommé par Jean-Paul II président du Comité pour les congrès eucharistiques internationaux.
Il est cardinal protodiacre entre février 1983 et le 22 juin 1987, lorsqu'il est élevé au rang de cardinal-prêtre de S. Lorenzo in Lucina. Il se retire à 80 ans, le 3 janvier 1991.

## Succession apostolique
Opilio Rossi a ordonné les évêques suivants :
- Évêque Leonidas Eduardo Proaño Villalba (1954)
- Évêque Luis Alfredo Carvajal Rosales (de) (1955)
- Évêque Angelo Barbisotti, F.S.C.I. (1958)
- Évêque José Félix Pintado Blasco, S.D.B. (1959)
- Cardinal Raúl Silva Henríquez, S.D.B. (1959)
- Archevêque Manuel Sánchez Beguiristáin (1960)
- Archevêque Giovanni Moretti (en) (1971)